# Severiano Bezada
Severiano Bezada (Lima, 1857-ib. ?) fue un abogado, magistrado y político peruano. 
Militó en el Partido Civil. En 1899 fue elegido senador por Puno. También fue vocal de la Corte Superior de Puno.
Era secretario del Senado, cuando el 5 de febrero de 1910 pasó a ser ministro de Hacienda en reemplazo del renunciante Carlos Forero, durante el primer gobierno de Augusto B. Leguía. Su periodo fue breve, pues el 5 de marzo del mismo año renunció junto con todos los integrantes del gabinete ministerial, cuyo presidente era Rafael Villanueva Cortez.